# Andy Puddicombe
Andy Puddicombe (23 september 1972) is de oprichter van Headspace, een digitaal platform met geleide meditaties. Puddicombe is een voormalig boeddhistisch monnik met een diploma in circuskunsten.

## Biografie
Puddicombe groeide op in Bristol (GB). Hij ging naar de Wellsway Comprehensive School in Keynsham en studeerde sportwetenschap aan de De Montfort University. Hij behaalde een diploma in circuskunsten.

## Carrière

### Boeddhisme
In 1994 stopte Puddicombe met studeren en hij reisde naar Azië om een boeddhistische monnik te worden. Hij heeft zelf aangegeven dat deze reis deels een manier was om met rouw om te gaan nadat een ex-vriendin en zijn stiefzus waren overleden.
Puddicombe reisde voor zijn meditatietraining naar Nepal, India, Birma, Thailand, Australië en Rusland; uiteindelijk werd hij in een Tibetaans klooster in de Himalaya ingewijd als monnik. Nadat hij zich een jaar had teruggetrokken in een klooster in Schotland, ging Puddicombe als monnik naar Rusland om daar meditatieles te geven. 
In 2004 keerde Puddicombe terug naar het Verenigd Koninkrijk Puddicombe om - in zijn eigen woorden - "meditatie en mindfulness toegankelijk, relevant en heilzaam te maken voor zoveel mogelijk mensen".

### Meditatieconsultant
Puddicombe startte een privé meditatiepraktijk in 2006 en werkte tot 2010 als een mindfulnessconsultant. In deze jaren ontmoette hij Rich Pierson, zijn toekomstige zakenpartner en de mede-oprichter van Headspace. Puddicombe heeft het succes van Headspace vaak aan Pierson toegeschreven.

### Headspace
Headspace werd in 2010 in Londen opgericht als een evenementenbedrijf. De eerste Headspace app kwam in januari 2012 beschikbaar.

## Boeken en artikelen
Puddicombe heeft drie boeken geschreven die alle drie zijn gepubliceerd door Hodder & Stoughton, Hachette.
- Get Some Headspace (2011) is een introductie in de Headspace meditatietechnieken.
- The Headspace Diet (2013) leert hoe je in plaats van gehypte diëten mindfulness kunt gebruiken om je streefgewicht te bereiken.
- The Headspace Guide to...a Mindful Pregnancy (2015) laat stellen zien hoe je mindfulness kunt gebruiken om tijdens een zwangerschap rustig en ontspannen te blijven.

Puddicombe schrijft regelmatig artikelen over de voordelen van mindfulness voor The Guardian, The Times en Huffington Post.

## Televisie en radio
In 2013 werd Puddicombe gevolgd voor de wetenschappelijke BBC-documentaire 'The Truth About Personality' waarin werd getest of Headspace werkte. In laboratoriumexperimenten die werden uitgevoerd in een periode van zeven weken ervaarde de BBC-presentator Dr. Michael Mosley dat hij steeds minder negatieve gedachten kreeg en erin slaagde om na meer dan tien jaar een eind te maken aan zijn slapeloosheid.
Puddicombe verschijnt regelmatig op BBC News en de BBC Radio over onderwerpen die te maken hebben met meditatie, mindfulness, geestelijke gezondheid en lifestyle. In 2010 nam hij deel aan de serie "Pause For Thought" op BBC Radio 2 waarbij hij wekelijks verscheen in de radioshow van Chris Evans met meer dan negen miljoen luisteraars verscheen. Daarnaast is Puddicombe ook vaak te gast bij andere radioshows, zoals NPR (National Public Radio) in de Verenigde Staten.
In de 2013 verscheen Puddicombe voor het eerst op tv in de "Dr. Oz show". Hij vertelde daar over de opkomst van meditatie en de wetenschappelijke voordelen ervan. Daarnaast vertelde hij ook over zijn persoonlijke ervaringen als een boeddhistische monnik. Puddicombe was ook te gast bij tv-shows bij andere tv-zenders zoals ABC en KTLA News om te vertellen over de voordelen van meditatie. 
In november 2012 gaf Puddicombe een TED Talk met de titel 'All It Takes Is 10 Mindful Minutes' waarin hij uit de doeken doet wat de voordelen zijn om iedere dag tien minuten de tijd te nemen om te mediteren. Meer dan zes miljoen mensen hebben zijn TED talk bekeken. 

## Privé
Puddicombe woont in Venice, Californië met zijn vrouw en zoon. In 2013 liet hij weten dat hij behandeld werd tegen teelbalkanker. In een interview met The Guardian vertelde Puddicombe hoe mindfulness hem had geholpen om met de fysieke, emotionele en mentale impact van de ziekte om te gaan.
In augustus 2014 was Puddicombe een van de 200 bekende Britten die een open brief in The Guardian ondertekenden waarin ze zich uitspraken tegen een Schotse onafhankelijkheid in de aanloop naar een referendum over dat onderwerp.